# Oostenrijk op het Eurovisiesongfestival 1979
Oostenrijk nam deel aan het  Eurovisiesongfestival 1979, gehouden  in Jeruzalem, Israël. Het was de 18de deelname van het land aan het festival.

## Selectieprocedure
De Oostenrijkse omroep koos ervoor om dit jaar opnieuw een interne selectie te organiseren om hun kandidaat aan te duiden voor het festival.
Uiteindelijk werd er gekozen voor Christina Simon met het lied Heute in Jerusalem.

## In Jeruzalem
Op het festival in Jeruzalem moest Oostenrijk aantreden als 18de net na Verenigd Koninkrijk en voor Spanje. Na het afsluiten van de stemmen bleek dat Christina Simon op een teleurstellende 18de plaats was geëindigd met 5 punten.
Van Nederland en België werden geen punten gegeven aan het lied.

### Gekregen punten

#### Finale
| 12 punten | 10 punten | 8 punten | 7 punten | 6 punten              |
| --------- | --------- | -------- | -------- | --------------------- |
|           |           |          |          |                       |
| 5 punten  | 4 punten  | 3 punten | 2 punten | 1 punt                |
|           | - Italië  |          |          | - Verenigd Koninkrijk |

### Punten gegeven door Oostenrijk

#### Finale
Punten gegeven in de finale:
| 12 punten | Zwitserland         |
| 10 punten | Spanje              |
| 8 punten  | Israël              |
| 7 punten  | Portugal            |
| 6 punten  | Verenigd Koninkrijk |
| 5 punten  | Frankrijk           |
| 4 punten  | Nederland           |
| 3 punten  | Denemarken          |
| 2 punten  | Griekenland         |
| 1 punt    | Noorwegen           |

1957 · 1958 · 1959 · 1960 · 1961 · 1962 · 1963 · 1964 · 1965 · 1966 · 1967 · 1968 · 1969-1970 · 1971 · 1972 · 1973-1975 · 1976 · 1977 · 1978 · 1979 · 1980 · 1981 · 1982 · 1983 · 1984 · 1985 · 1986 · 1987 · 1988 · 1989 · 1990 · 1991 · 1992 · 1993 · 1994 · 1995 · 1996 · 1997 · 1998 · 1999 · 2000 · 2001 · 2002 · 2003 · 2004 · 2005 · 2006 · 2007 · 2008-2010 · 2011 · 2012 · 2013 · 2014 · 2015 · 2016 · 2017 · 2018 · 2019 · 2020 · 2021 · 2022 · 2023 · 2024 · 2025